# ベロニカは死ぬことにした (2005年の映画)
『ベロニカは死ぬことにした』は、2005年制作の日本映画。パウロ・コエーリョの同名小説の最初の映画化作品で、舞台は日本に置き換えられている。堀江慶監督、真木よう子主演。この映画で真木は初のヌードシーンに挑んだ。主人公のベロニカは日本人女性トワになっている。配給は角川映画。

## キャスト
- トワ：真木よう子
- クロード：イ・ワン
- ショウコ：風吹ジュン
- サチ：中嶋朋子
- 婦長：荻野目慶子
- トワの母・京子：多岐川裕美
- 紅子：淡路恵子
- 院長：市村正親
- 医師：田中哲司
- 看護婦：片桐はいり
- 春田純一、仁科貴、歌澤寅右衛門、江良潤、日向丈、神戸浩、伊藤幸純、長江英和、あじゃ、松山鷹志　ほか

## スタッフ
- 監督：堀江慶
- 原作：パウロ・コエーリョ
- 脚本・プロデュース：筒井ともみ
- プロデュース：片岡公生、岡田和則
- 撮影：柳田裕男
- 美術：林千奈
- 編集：森下博昭
- 音楽：アンドレア・モリコーネ、和田永（Crab Feet）
- 主題歌：nangi「こんな風に笑う。」
- 衣装デザイン：伊藤佐智子
- スーパーバイザー：原正人、黒井和男
- 製作賛助：角川出版映像事業振興基金信託
- 製作プロダクション：東京映像工房
- フィルム・コミッティ・ベロニカ（製作委員会）：イマギネ、角川映画、東京映像工房
- 配給：角川映画、エンジェル・シネマ